# Gil Kalai
Gil Kalai (en hebreo: גיל קלעי‎; Tel Aviv, 2 de octubre de 1955) es un matemático israelí. Es profesor de matemáticas en la Universidad Hebrea de Jerusalén, y profesor adjunto de matemáticas y ciencias de la computación en la Universidad de Yale, y el redactor del Israel Journal of Mathematics.

## Trayectoria
Recibió su Ph.D. de la Universidad Hebrea en 1983, bajo la supervisión de Micha Perles, y se unió a la facultad de la Universidad Hebrea en 1985 después de una beca postdoctoral en el Instituto Tecnológico de Massachusetts.  Recibió el Premio Pólya en 1992, el premio de Erdős de la Sociedad Matemática de Israel en 1993, y el Premio Fulkerson en 1994.
Es conocido por encontrar variantes del algoritmo símplex en programación lineal que puede ser demostrado corre en tiempo subexponencial,  por demostrar que cada propiedad monotónica de grafos  tiene una transición de fase aguda, por solucionar el problema de Borsuk (conocido como conjetura de Borsuk) en el número de piezas necesarias para particionar sistemas convexos en subconjuntos de un diámetro más pequeño,  y por su trabajo sobre la conjetura de Hirsch en el diámetro de politopos convexos y en combinatoria poliédrica más generalmente.